# Capula, delstaten Mexiko
Capula är en ort i kommunen Sultepec i delstaten Mexiko i Mexiko. Samhället hade 1 096 invånare vid folkräkningen 2020.